# Basilique Sainte-Anne-de-Beaupré
La basilique Sainte-Anne-de-Beaupré est une église catholique située à Sainte-Anne-de-Beaupré, non loin de la ville de Québec (Canada). Lieu de pèlerinage, le principal rassemblement survient le 26 juillet, lors de la fête de sainte Anne, patronne civile et ecclésiastique du Québec, et point culminant de la neuvaine. Elle possède trois reliques insignes de la sainte Mère de la Vierge Marie. Cette basilique a aussi été désignée sanctuaire national par la Conférence des évêques catholiques du Canada, comme seulement une poignée d'autres sites. 

## Historique

### Première église
C'est en 1658 que des Bretons en mer, sauvés par leurs prières à sainte Anne, lancèrent le projet de construire un sanctuaire en son honneur.
En 1658, Étienne de Lessard, un des premiers colons, concède certaines terres en vue de la construction de la première chapelle de bois dédiée à sainte Anne, particulièrement vénérée en Nouvelle-France. Lors de la construction, la guérison d'un ouvrier a lieu, celle de Louis Guimont, attestée par l'abbé Thomas Morel. C'est le premier de nombreux témoignages.

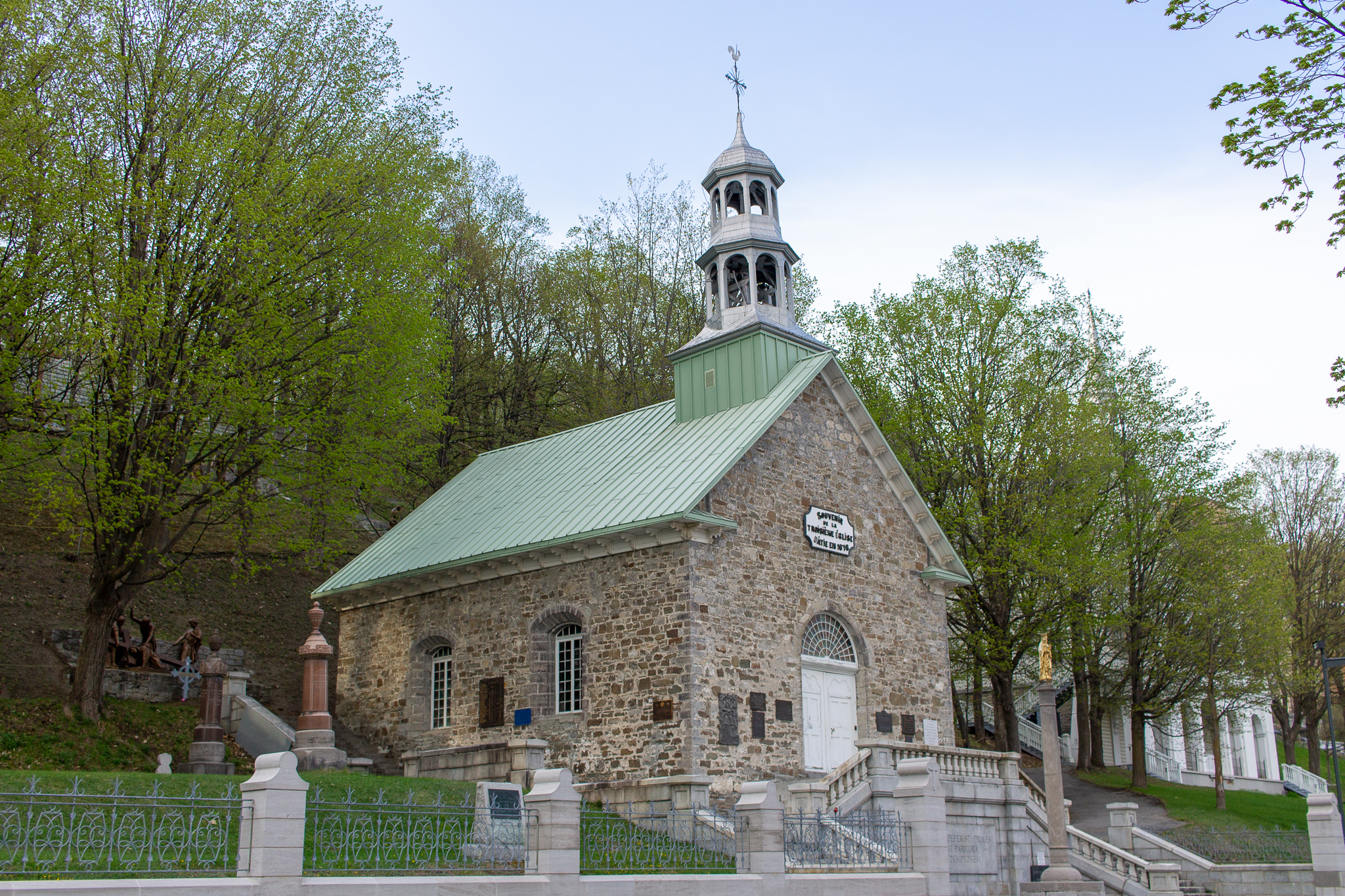
Chapelle commémorative.

Construite trop près du fleuve, la chapelle est endommagée par les marées et reconstruite en 1661 un peu plus à l'est, au pied de la côte, à l'emplacement actuel de l'ancien cimetière. Après quinze ans d'utilisation, ce nouvel édifice de colombage pierroté survit mal aux rigueurs du climat et est remplacé, en 1676, par une église de pierre. Agrandie et rénovée à plusieurs reprises, elle accueille des milliers de pèlerins pendant près de deux siècles.
Menacée de ruine, elle est démolie en 1876 et ses matériaux sont récupérés afin de construire l'actuelle chapelle commémorative érigée en 1878 sur le transept de l'église originale. Il s'agit de l'un des premiers efforts de conservation du patrimoine bâti au Québec.

### Seconde église

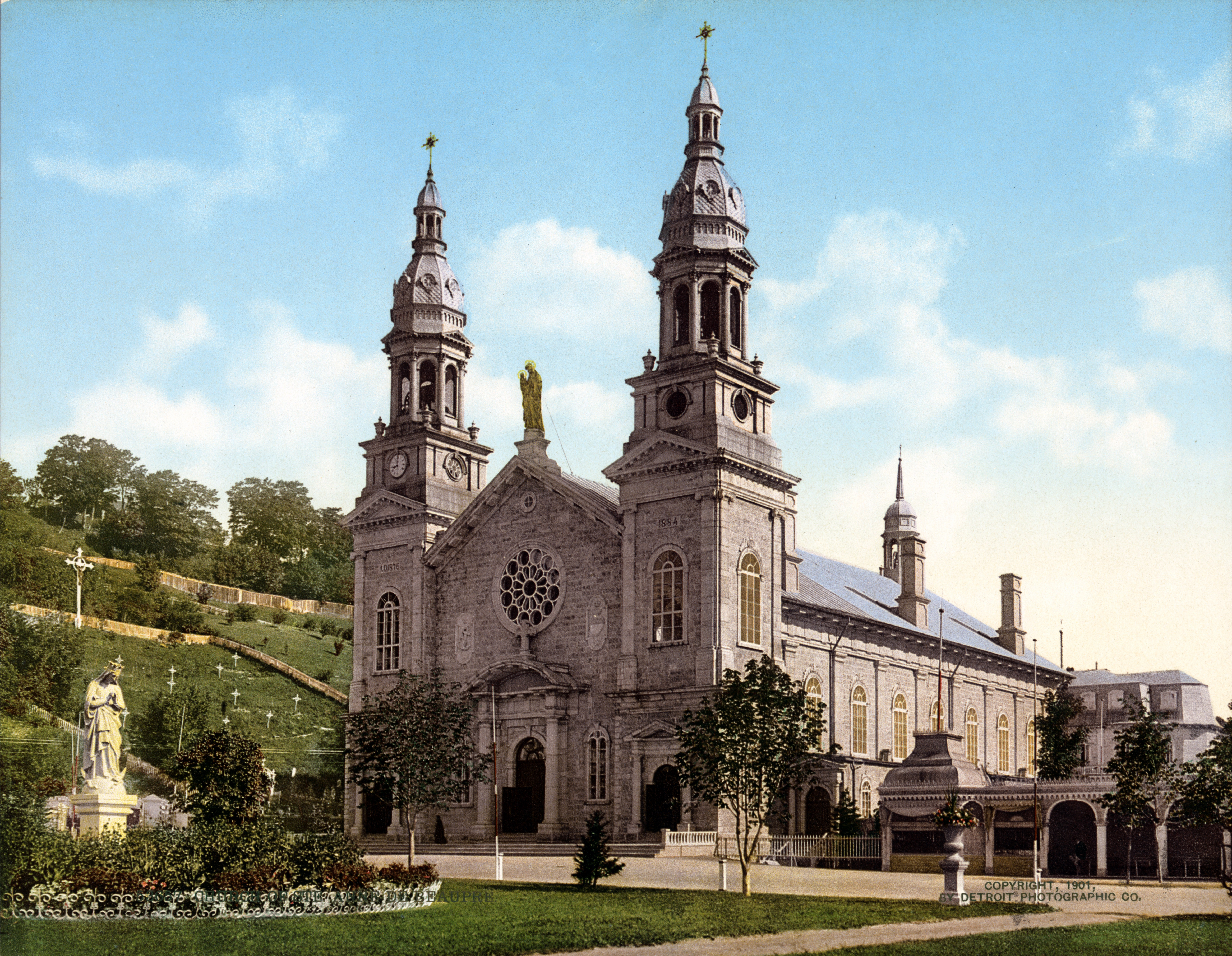
Basilique Sainte-Anne de Beaupré en 1901. Complétée en 1876, elle a été détruite par le feu en 1922.

L'ancienne église est remplacée officiellement par une nouvelle église plus spacieuse érigée au sud de celle-ci à partir de 1872 sous l'impulsion du curé Gauvreau, dernier prêtre séculier résidant. Les travaux de construction seront exécutés par l'entrepreneur Pampalon de Lévis, père du vénérable Alfred Pampalon, l'un des premiers rédemptoristes canadiens. Dès 1877, le cardinal Elzéar-Alexandre Taschereau ordonne aux Rédemptoristes de Baltimore, et ensuite de Belgique, de prendre en main le sanctuaire dont la popularité ne cesse de croître depuis l'arrivée du chemin de fer en 1881 (sur le terrain même, voie des chutes de Montmorency) . Cette église sera officiellement consacrée en 1878 et recevra du pape Léon XIII le titre de basilique mineure en 1886, le deuxième temple catholique au nord du Mexique à porter ce titre (la cathédrale de Québec l'ayant reçu dès 1874).
En 1891, les Rédemptoristes érigent un nouveau monastère ainsi qu'une Scala Santa, une réplique en bois de l'escalier saint conservé à Rome. De plus, en 1896, le séminaire Saint-Alphonse ouvre ses portes.
La basilique, agrandie et achevée sous la direction du père Servais Paquay, rédemptoriste, sera détruite par un incendie le 29 mars 1922. De l'incendie sera préservée la statue en bois doré représentant sainte Anne qui trônait au sommet de la façade. Elle sera réinstallée à la même position sur le nouvel édifice.

### Troisième église
La construction de l'actuelle basilique débute dès 1923 sous l'impulsion initiale de l'architecte Maxime Roisin de Paris qui propose, dans la tradition Beaux-Arts, un monument de style néo-roman avec des proportions gothiques. Dans son travail, il sera assisté par l'architecte Louis-Napoléon Audet, de Sherbrooke, qui surveillera la construction et adaptera les plans au contexte nord-américain. Le gros œuvre sera terminé en 1962 par l'achèvement des flèches surmontant les beffrois tandis que la basilique sera officiellement consacrée en 1976 par le cardinal Maurice Roy. L'édifice demeure toutefois inachevé, comme en témoignent les nombreuses niches vides et corniches non sculptées.

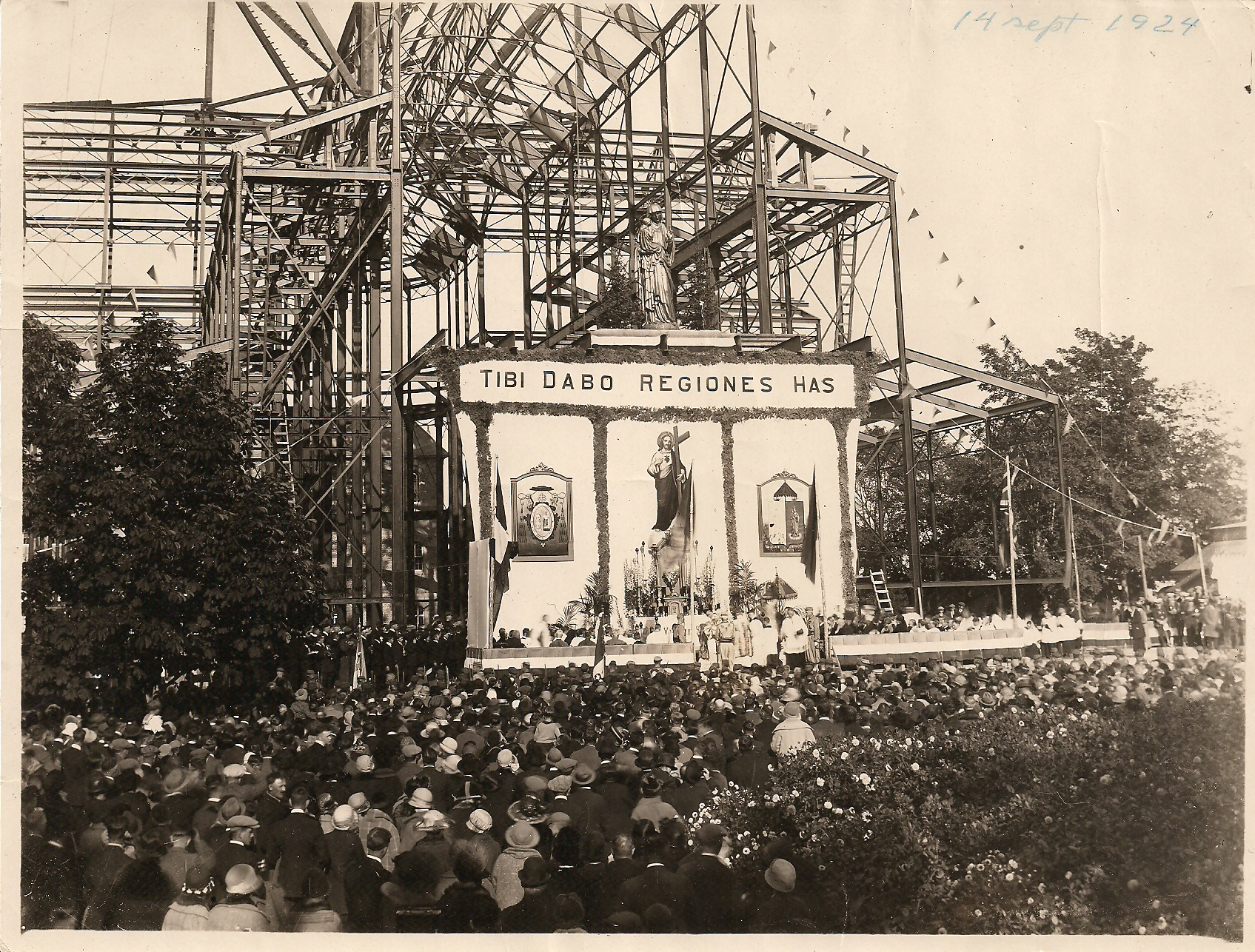
Pose de la pierre angulaire, 14 septembre 1924.
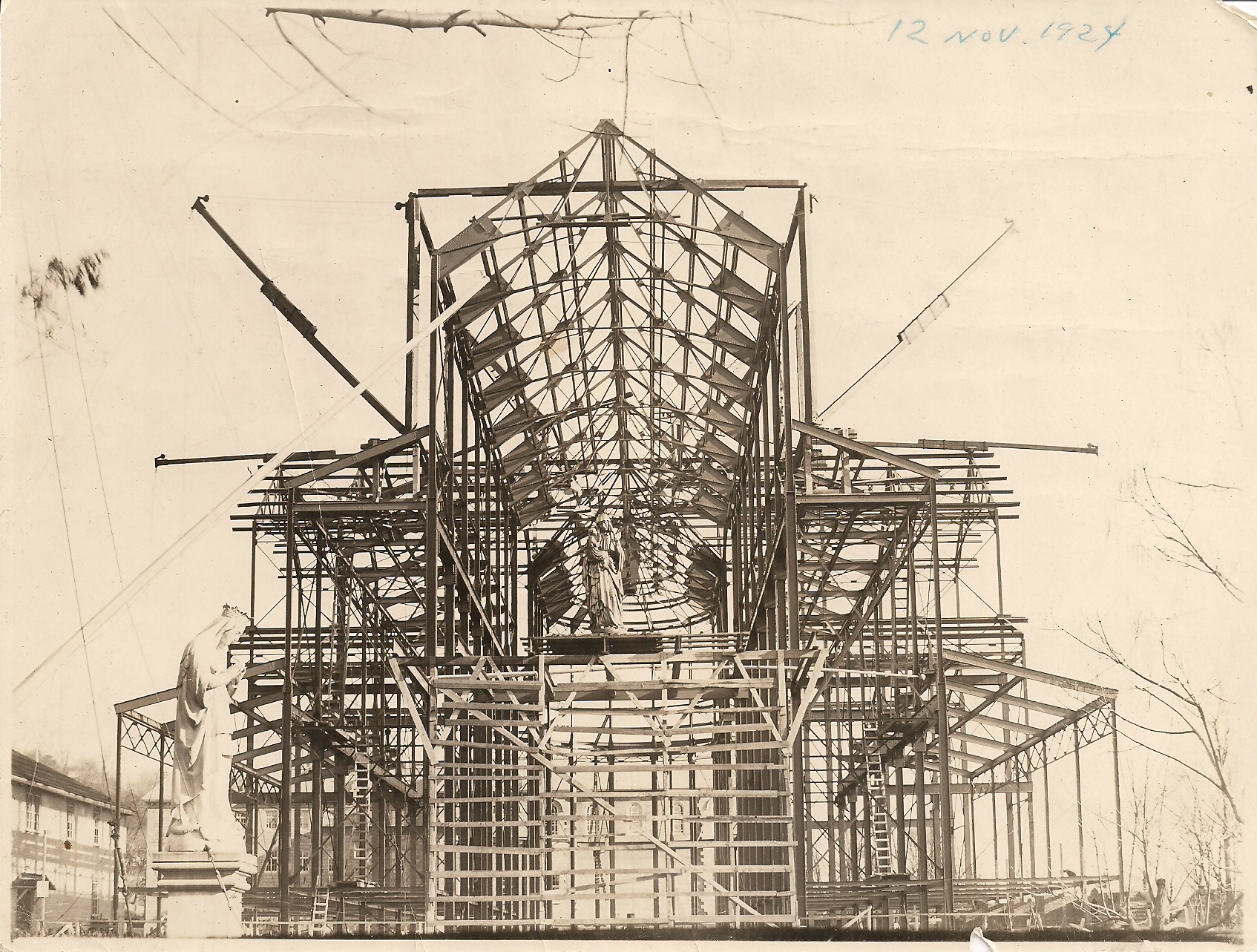
Élévation de la structure, en date du 12 novembre 1924.
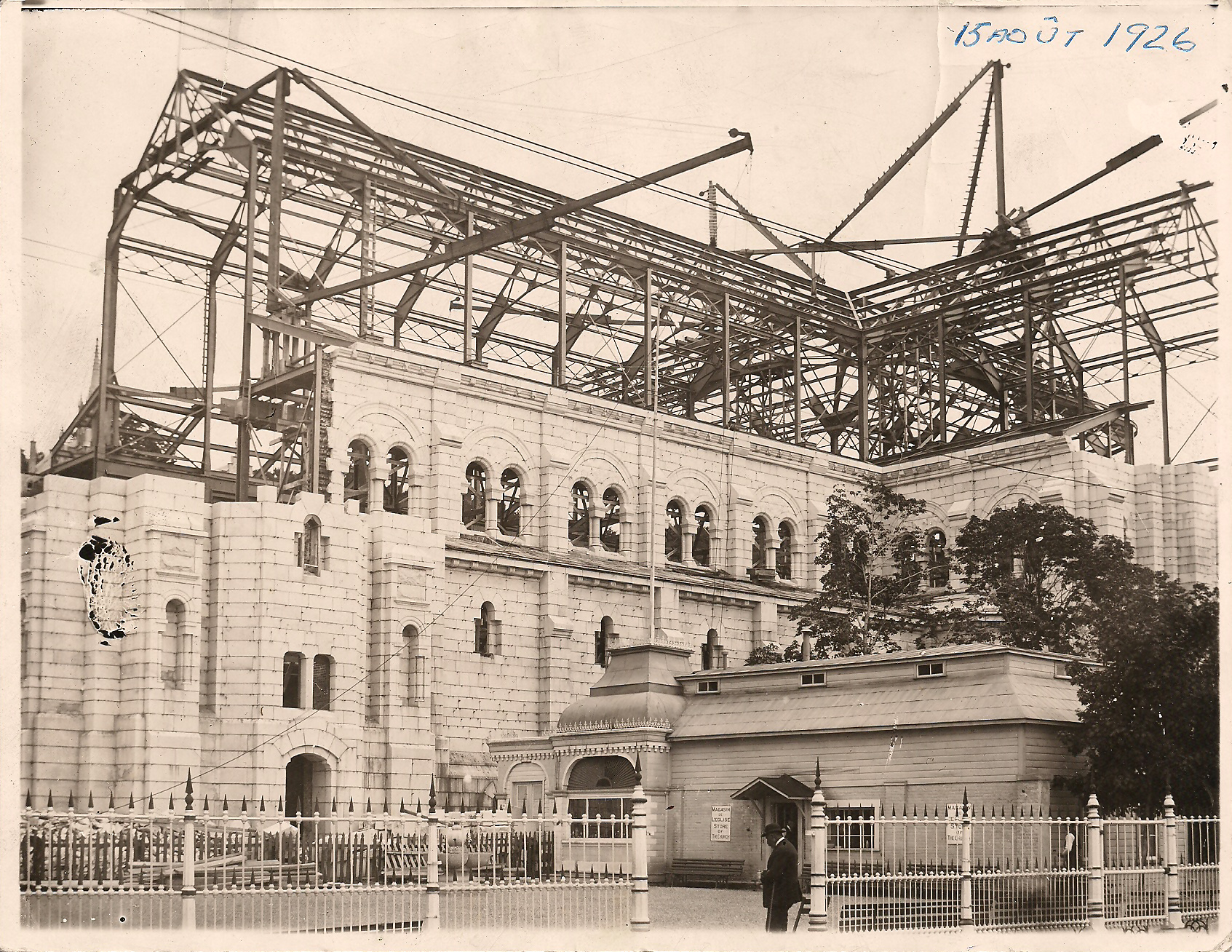
Avancement des travaux, en date du 15 août 1926.
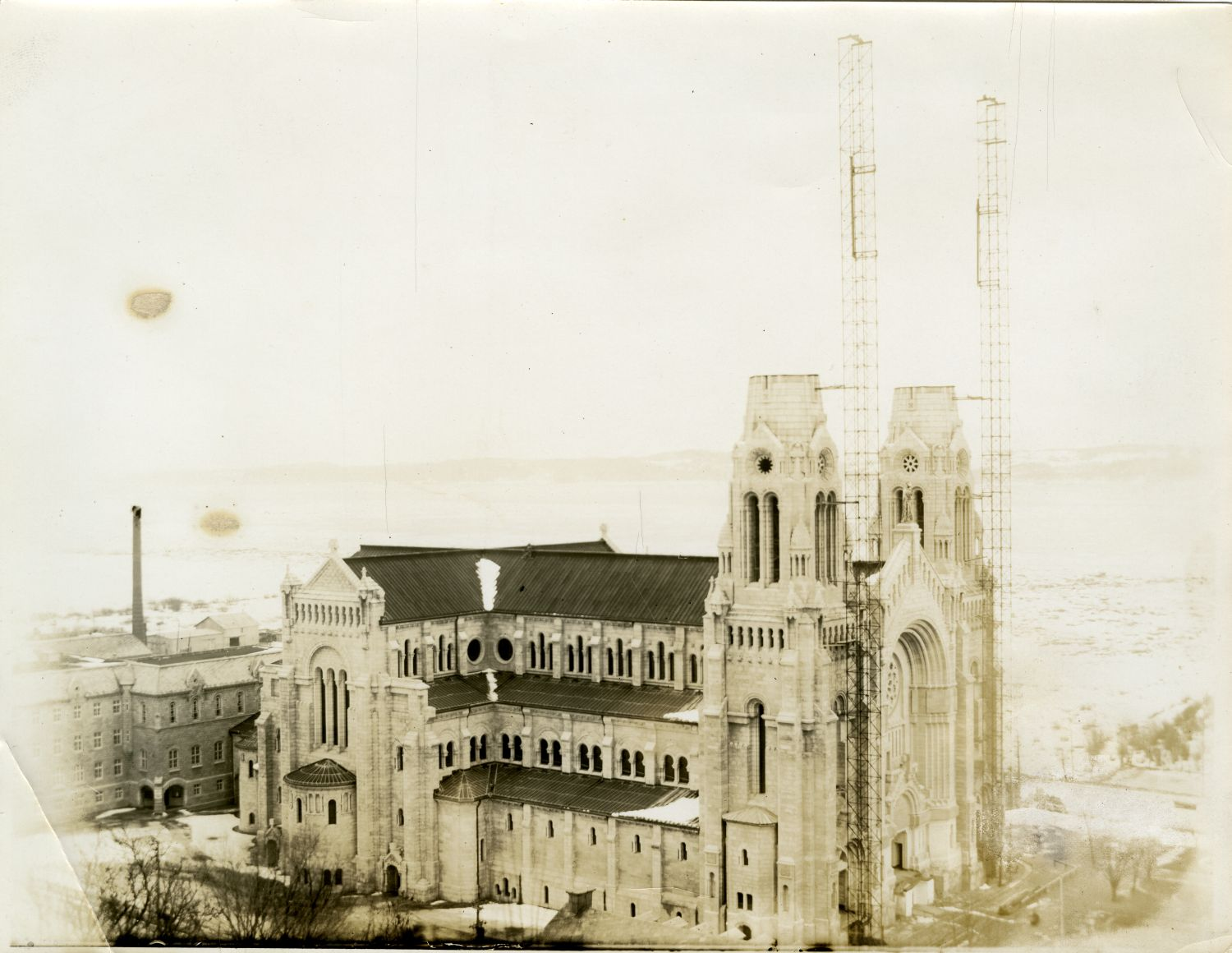
État des travaux en 1931.

En 1993, lors des séries de la Coupe Stanley, l'entraîneur des Canadiens de Montréal, Jacques Demers y fit un pèlerinage, et le Canadien gagna les deux matches suivants, éliminant les Nordiques de Québec, en route vers la Coupe Stanley.

## La basilique actuelle
L'actuelle basilique de style roman date de 1923. Elle fut inaugurée officiellement en 1976. Elle est en pierre de taille avec des mosaïques pour la décoration de la coupole. Elle est composée de deux tours-clochers et d'un vaisseau central avec deux collatéraux comme pour le transept qui possède en plus deux chapelles. Cette structure permet de magnifiques perspectives sur les voutes et les vitraux remarquables. Huit autres chapelles sont desservies par le déambulatoire qui entoure le chœur et l’abside disposée en hémicycle. Toute la voute est ornée de mosaïques reprenant des motifs et des phrases religieux. D’autres mosaïques dans le vestibule reprennent des thèmes parfois plus originaux (mois et symboles du zodiaques par exemples). Les chapiteaux sont eux aussi très travaillés. Elle compte parmi ses trésors des vases sacrés du XVIIIe siècle ciselés par divers artistes, dont François Ranvoyzé et Laurent Amiot, et une importante collection d'ex-voto. La chapelle commémorative, construite en 1878, contient plusieurs œuvres récupérées lors de la démolition de l'ancienne église, en particulier le clocher, qui a été reconstruit en 1788.

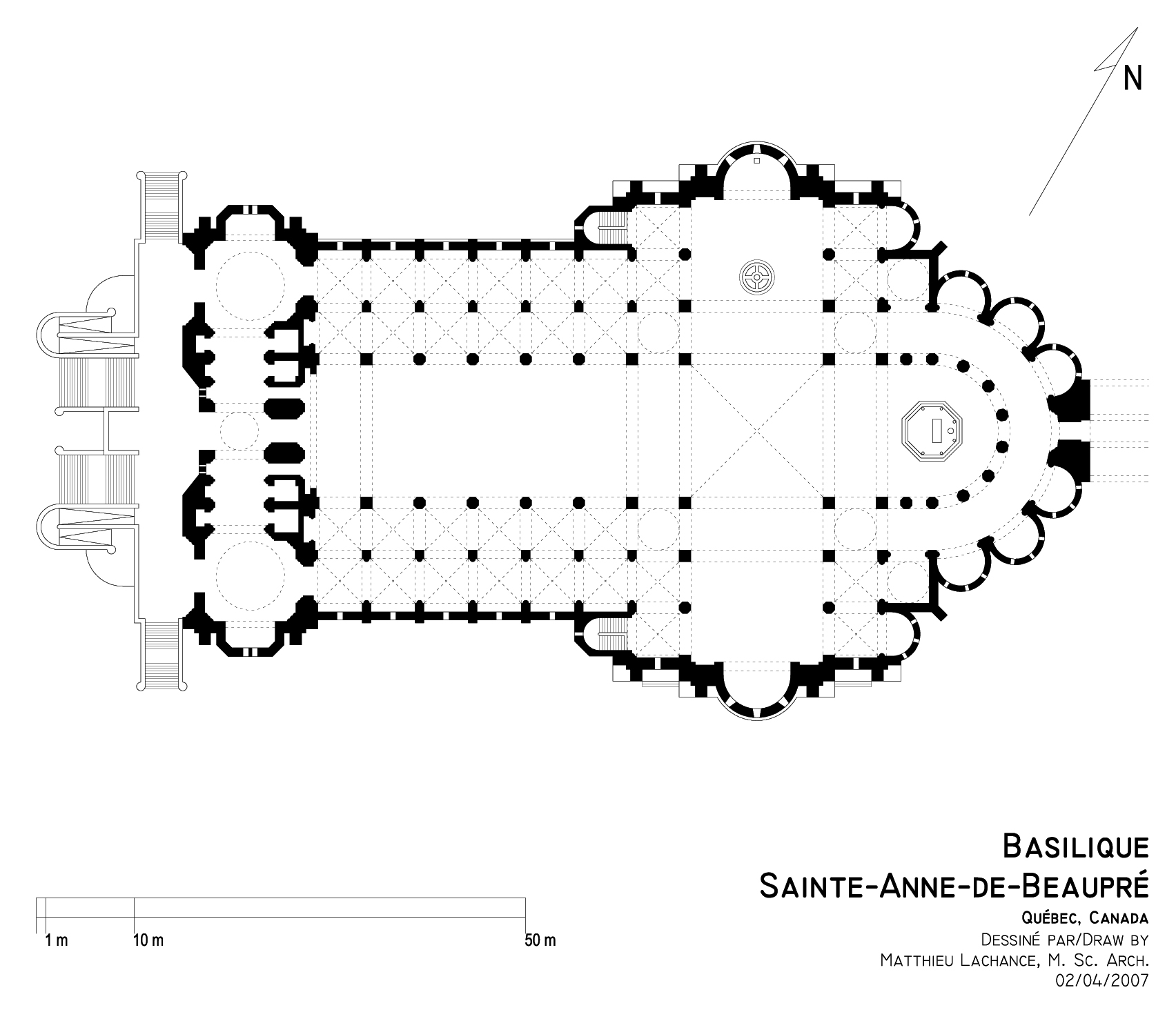
Plan de la basilique actuelle.

La basilique possède une autre statue de sainte Anne que celle du sommet de la façade. Placée dans le transept nord, montée sur une colonne en onyx, taillée dans un seul bloc de chêne et polychromée en style de Munich, elle a été sculptée en 1927 par Jules de Vischer, Bruxelles, d'après une première statue produite en 1881 par l'atelier Mathias Zens de Gand, dont de Vischer était le successeur. Cette statue est toujours dite miraculeuse de par les témoignages des fidèles et des pèlerins qui ont obtenu une faveur ou une grâce. Une quarantaine de miracles sont signalés chaque année. L'un des plus célèbres est celui de l'américain Andrew Ahearn, guéri en 1922, à l'origine d'un pèlerinage annuel.

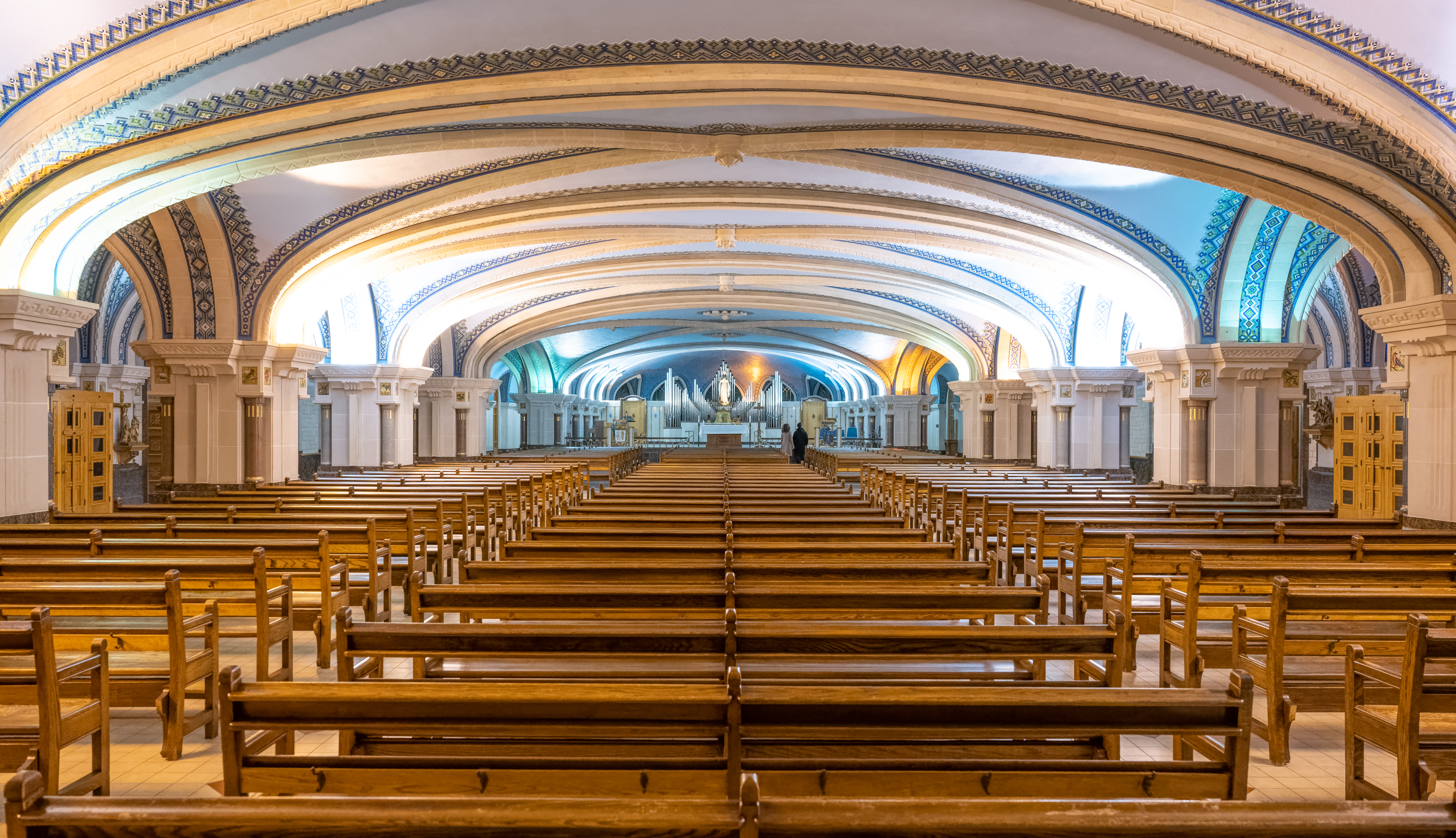
La chapelle de l’Immaculée Conception dans la crypte.

Dans la chapelle de la Grande Relique se trouve une châsse réalisée à l’abbaye de Maredsous, en Belgique, contenant un bras-reliquaire avec une partie de l’os de l’avant-bras de sainte Anne offert par le pape Jean XXIII en 1960.

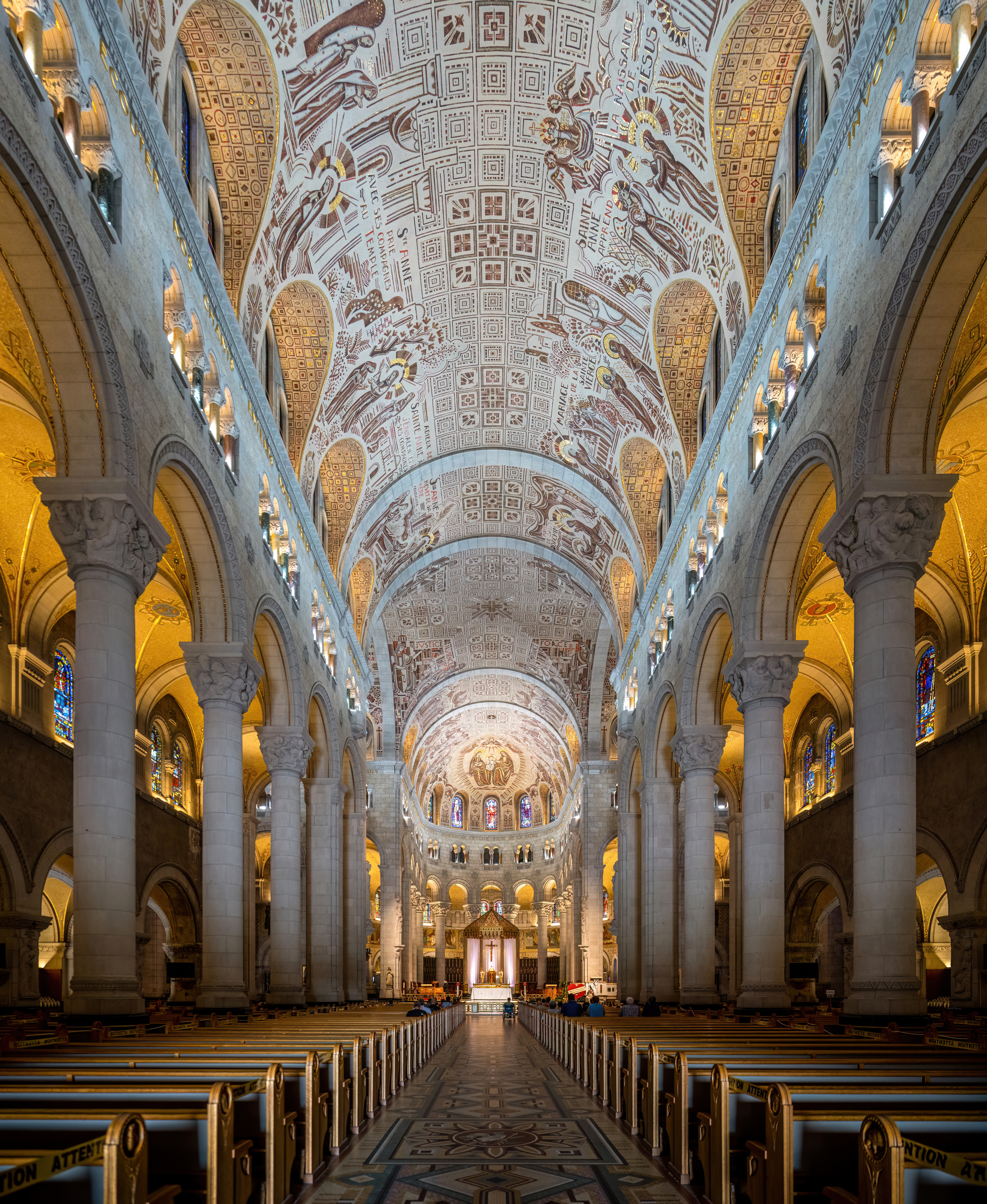
La nef et la mosaïque de son plafond relatant la vie de sainte Anne.
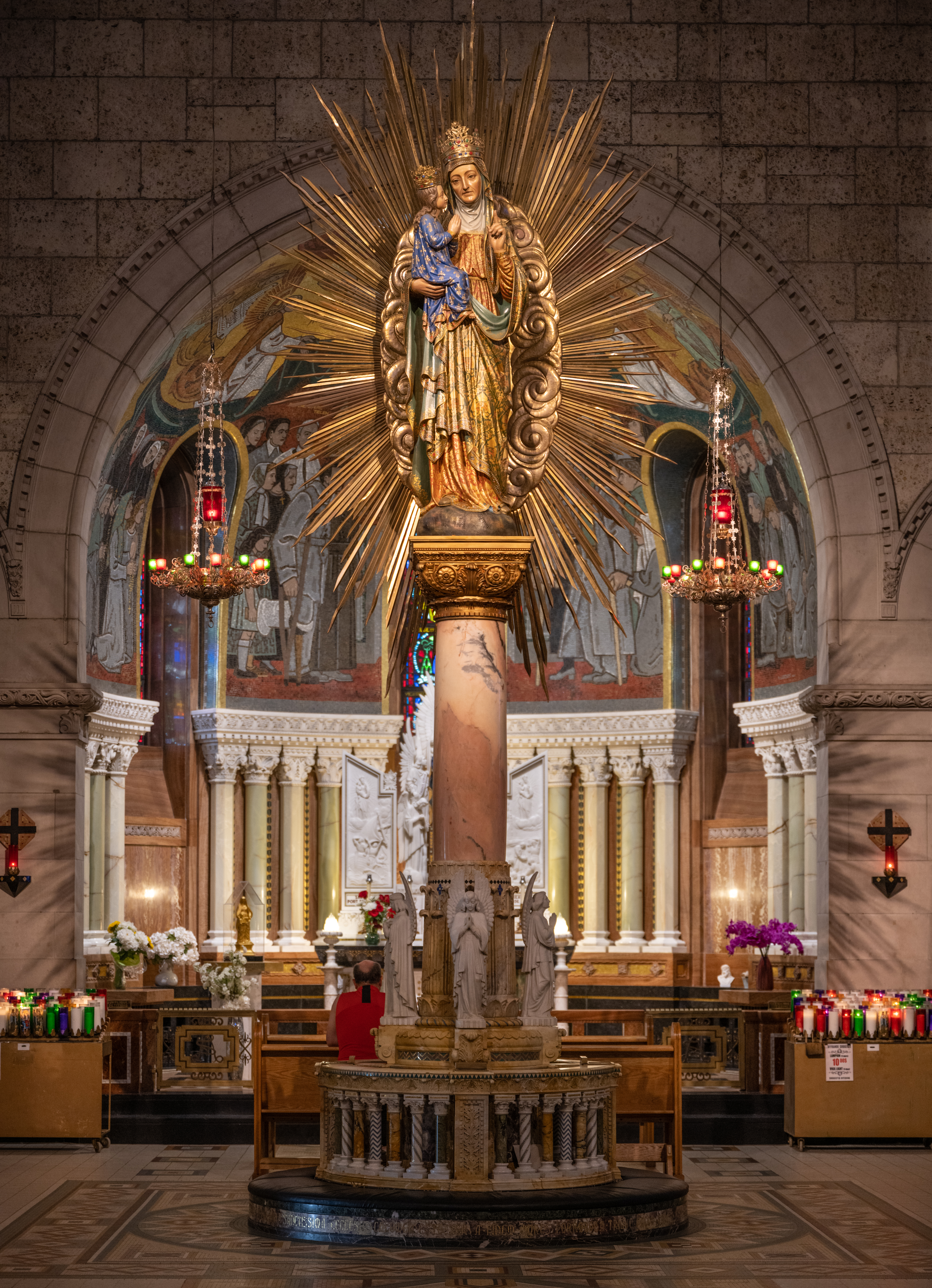
La statue miraculeuse.
Intérieur de la basilique. Avril 2022.

La crypte comporte la chapelle de l’Immaculée Conception avec l’orgue originellement utilisé comme orgue de chœur de la basilique, et la chapelle du Très Saint Sacrement où sont données des messes. Ses mosaïques de voutes plus sobres ainsi que les décorations des arcades sont aussi remarquables.
L'ensemble est saisissant et la classe parmi les monuments remarquables.

### Principales dimensions
- longueur hors tout : 105 m
- largeur en façade : 48 m
- largeur du transept : 61 m
- hauteur des flèches : 91 m

### Artistes impliqués dans la reconstruction
- Frank Moroder (italien), sculpteur sur bois (bancs et stèles).
- Walter Del Mistro, mosaïste (planchers et voûtes de la crypte).
- M. Gaudin (français), mosaïste (voûtes de la basilique).
- Auguste Labouret (français), mosaïste et verrier (voûtes de la basilique et vitraux).
- Émile Brunet (canadien), sculpteur.
- Maurice Lord (canadien), sculpteur.
- Albert Gilles (français), orfèvre (ciborium et portes).
- Frédéric (canadien), peintre (transept nord de la crypte).
- Marius Dubois (canadien), peintre (arcades de la crypte).
- Isidore Rivard (canadien), orfèvre (travail d'orfèvrerie de la statue de ste-Anne)

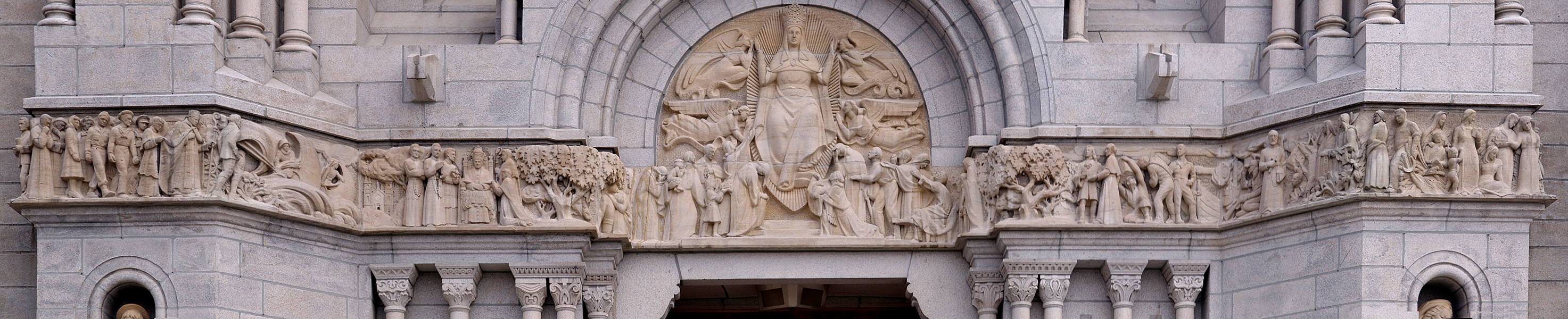
Bas relief de la façade frontale.